# 中国共产党神农架林区委员会
31°44′49″N 110°40′16″E / 31.74699°N 110.67103°E
中国共产党神农架林区委员会（简称中共神农架林区委员会、神农架林区党委），是中国共产党在湖北省神农架林区的领导机关。

## 历史沿革
1970年1月，经中共湖北省革命委员会核心领导小组批准，建立中共神农架林区整党建党小组。同年5月，撤销整党建党小组，建立中共神农架林区核心领导小组。1972年3月，撤销核心领导小组，建立中共神农架林区委员会。1972年6月10日至14日，召开第一次党员代表大会，选举产生中共神农架林区第一届委员会。

## 机构设置
根据2019年《神农架林区机构改革方案》，中国共产党神农架林区委员会设置下列机构：
- 中共神农架林区委办公室（政策研究室、机要和保密局、密码工作小组领导办公室、专用通信局、林区档案局）

职能部门
- 中共神农架林区委员会组织部（直属机关工作委员会、林区公务员局、老干部局、非公有制经济组织和社会组织工作委员会）
- 中共神农架林区委员会宣传部（精神文明建设指导委员会办公室、林区人民政府新闻办公室、林区新闻出版局）
- 中共神农架林区委员会统一战线工作部（台湾工作办公室、林区人民政府港澳事务办公室、林区人民政府侨务办公室）
- 中共神农架林区委员会政法委员会

办事机构
- 中共神农架林区委员会机构编制委员会办公室
- 中共神农架林区委员会巡察工作领导小组办公室

## 历届组成人员
第一届
- 任期：1972年6月－1978年8月
- 第一书记：冀青 → 郭寿同（1975年4月任）
- 第二书记：刘增榆（1976年10月调离）
- 副书记：王烈雄（1976年9月离任）、史寅燧（1976年9月离任）、徐保华（1976年9月离任）、朱道抗（1973年5月增补，1975年2月离任）、徐少杰（1974年8月增补）、薛家明（1975年3月增补，1976年10月离任）、马仁学（1976年3月任）、陈学焕（1976年10月任）
- 秘书长：

第二届
- 任期：1978年8月－1982年11月
- 书记：张德新 → 马仁学（1981年1月）
- 副书记：马仁学、任忻有、徐少杰、李邦文、陈学焕
- 秘书长：

第三届
- 任期：1982年11月－1986年1月
- 书记：马仁学 → 徐少杰（1984年3月任）
- 副书记：徐少杰、陈学焕、余传勤（1984年12月离任）、尹作斌（1984年3月增补）、陈理祥（1984年12月增补）、李德刚（1984年12月增补）
- 秘书长：

第四届
- 任期：1986年1月－1988年11月
- 书记：徐少杰
- 副书记：尹作斌、陈理祥、李德刚（1987年11月离任）、郑清胜（1986年11月增补）、鲍健寅（1986年11月增补，1987年11月离任）

...
第十二届
- 任期：2016年12月－
- 书记：周森锋（2021年3月离任）[2]、冯伟（2021年3月任）
- 副书记：李发平（2017年12月离任）、刘启俊、罗栋梁（2018年4月任）
- 秘书长：柳健雄（2019年9月离任）